# 攀安知
攀安知（琉球語：／  ?；？—1416年）是琉球歷史上北山國怕尼芝王朝的最後一位國王。1396年或1401年至1416年在位。他是先代國王珉的長子。
攀安知曾於1396年、1397年、1403年、1405年向明朝朝貢；1415年（永樂十三年），攀安知與中山王尚思紹、中山世子尚巴志同時向明朝朝貢。
據《中山世譜》記載，攀安知「自恃武勇，淫虐無道」，其臣本部平原亦以「勇力極強」而得寵。又因居城今歸仁地勢險要，易守難攻，於是攀安知驕傲日盛，有統一琉球的志向，經常操練兵馬騷擾中山國。羽地按司、國頭按司、名護按司不堪其虐，投降中山。1416年，尚思紹王在羽地按司的勸說下，派世子巴志攻擊北山國。巴志遣人遊說本部平原。次日，攀安知在平原的勸說下出城挑戰。平原立即獻出今歸仁城，引中山軍入城。攀安知得知平原叛變，回城殺死平原，隨後自刎身死，北山滅亡。
北山王族祖傳的寶刀千代金丸，在攀安知死後，被葉壁住人（第二尚氏的祖先）擁有。
| 攀安知    |                                  |                         |
| 前任： 珉 | 第三代北山王國國王 1401年—1416年 | 無 原因：北山被中山滅亡 |